# 울산 코오롱 파크폴리스
울산 코오롱 파크폴리스(영어: Ulsan Kolon Parkpolis)는 대한민국 울산광역시 남구 신정동 울산대공원 동문 근처에 위치한 주상복합 단지다. 101동과 102동인 2개동으로 나뉜다.

## 같이 보기
- 울산광역시의 마천루 목록